# بخش ساناگاستا
بخش ساناگاستا (به اسپانیایی: Departamento Sanagasta) یک منطقهٔ مسکونی در آرژانتین است که در استان لا ریوخا، آرژانتین واقع شده‌است.